# Selce (Vojnik, Slovenija)
Selce je naselje u slovenskoj Općini Vojniku. Selce se nalazi u pokrajini Štajerskoj i statističkoj regiji Savinjskoj. 

## Stanovništvo
Prema popisu stanovništva iz 2002. godine naselje je imalo 55 stanovnika.